# لیک کامانچی رنچز (کالیفرنیا)
لیک کامانچی رنچز (به انگلیسی: Lake Camanche Ranches) یک منطقهٔ مسکونی در ایالات متحده آمریکا است که در شهرستان کالاوراس، کالیفرنیا واقع شده‌است. لیک کامانچی رنچز ۹۸ متر بالاتر از سطح دریا واقع شده‌است.